# من أنا (أغنية الفرقة الموسيقية كاستنك كراونس)
«من أنا» هي أغنية سجلتها فرقة روك المسيحية كاستنك كراونس. كتبها مارك هول وأنتجها مارك إي. ميلر، وستيفن كيرتس تشابمان، أطلقت الأغنية في 22 فبراير 2004، ثاني أغنية منفردة في الألبوم الأول للفرقة بعنوان الذات 2003. أغنية بوب روك وأغنية معاصرة للبالغين، تعتمد الأغنية على البيانو واستخدامها لأصوات الأوركسترا. تدور كلمات الأغنية حول عبادة الله. تلقت الأغنية حين إطلاقها آراء إيجابية من النقاد الموسيقيين، واعتبرها العديد واحدة من أفضل الأغاني في الألبوم الأول الخاص بهم.
حصلت أغنية «من أنا» على جائزتي أغنية العام وأغنية البوب/الأغنية المعاصرة المسجلة لهذا العام في حفل توزيع الجوائز جي إم أي دوف السادس والثلاثين، ورُشحت ايضًا للقب أغنية العبادة لهذا العام. حققت نجاحًا على الراديو المسيحي، إذ تصدرت قوائم بليبورد هوت للأغاني المسيحية وقوائم أي سي هوت المسيحية، وبلغت ذروتها في الوقت ذاته بحصولها على القمة في شركة أي إس راديو وتسجيلات المسيحية، وسي جي آر المسيحية، ومخطط إي إن إس بي أو. حصلت على شهادة ذهبية من جمعية صناعة التسجيلات الأمريكية، بمبيعات تفوق 500,000 للتنزيل الرقمي. أدت الفرقة الأغنية في الحفل، وكذلك في المناسبات الخاصة، وأعادت تسجيل الاغنية سنة 2013 ضمن الألبوم الصوتي الخاص بهم الجلسات الصوتية: المجلد الأول.

## الخلفية والتكوين
وفقًا لمارك هول قائد فرقة كاستنك كراونس، جاءت فكرة أغنية «من أنا» في أثناء قيادته للعودة للمنزل مع زوجته وأطفاله في إحدى الليالي. كان هول لديه وقت للعبادة خاص به في أثناء القيادة، يتساءل «من أظن أنه يمكنني الاتصال بالله متى شئت، من وسط اللا مكان، وأتوقع منه أن يسمعني؟» يقول هول «على الفور بدأت أفكر في أنني مخلوق جديد، أنا أكثر من مجرد منتصر، أنا [أيضًا] عشب، يرتفع ويذهب في يوم». في مقابلة، علق قائلًا، «كوني منتصرًا أمر حقيقي، لكن في الوقت ذاته يجب أن أدرك أن حياتي دخان، وأن قدرتي على الصلاة للرب هو سبب ما فعله من أجلي». أنتج مارك إي. ميلر وستيفن كيرتس تشابمان الأغنية. سجل سام هيويت الأغنية ووزعت في استوديوهات زو في مدينة فرانكلين، تينيسي، مع نسخة إضافية لمات كولدمان في استوديوهات كلو إن ذا دارك في ديكاتور، جورجيا. نظم جوناثان يودكين أوتار الاغنية وأداها يودكين وبيرني هيرمس. 
«من أنا» هي أغنية مدتها خمس دقائق و35 ثانية. وفقًا لصحيفة موسيقية نشرتها ميوزك نوت.كوم، تتركز الأغنية في المفتاح بي وسرعتها 66 دقة في الدقيقة الواحدة. يمتد النطاق الصوتي لمارك هول في هذه الأغنية من النغمة الهادئة ل 3#جي إلى النغمة العالية ل 3#أف. وصفت أغنية «من أنا» بأنها أغنية بوب روك وأغنية معاصرة للبالغين. تعتمد على استخدام البيانو وتتميز بأصوات الأوركسترا، تبدأ الاغنية بموسيقى هادئة ثم تتحول إلى استخدام الموسيقى العالية. غنائيًا، تركز الاغنية في تسبيح الله، وترتبط بموضوع العدم من دون المسيح.

## الاستقبال
تلقت أغنية «من أنا» آراء إيجابية خصوصًا من النقاد الموسيقيين. وصف آندي أرجيراكيس من مجلة سي سي أم الأغنية بأنها «صدارة» من الألبوم. أشار توم ليني من مؤسسة عبر الإيقاعات الإعلامية بأنها واحدة من أفضل الأغاني من الألبوم الأول الخاص بهم سنة 2007، وصف آندرو فارياس من مجلة المسيحية اليوم بأنها واحدة من العديد من أغاني فرقة كاستنك كراونس التي أصبحت من «الأناشيد المحبوبة للإيمان المسيحي». سنة 2013، وصفها روجر جيلويكس بأنها «المفضلة لراديو أي سي» لكنه شعر بأنها «تاريخية». فازت أغنية «من أنا» بجائزة أغنية العام وأغنية بوب/المعاصرة المسجلة لهذا العام في حفل توزيع الجوائز جي إم إي دوف السادس والثلاثين،; ورُشحت ايضًا لأغنية العبادة لهذا العام.

## العروض الحية والاستخدامات الأخرى
عرضت فرقة كاستنك كراونس أغنية «من أنا» في 5 أكتوبر 2003، في كنيسة الفرقة في أتلانتا. تضمن هذا العرض ألبوم حياتهم سنة 2004 «مباشر من أتلانتا». أدت الفرقة الأغنية في 6 مايو، 2004 في حفل البث الوطني لحدث الصلاة، الذي أقيم في دايتوانا إنترناشونال سبيدواي أمام نحو 10000 شخص، أدت الفرقة العرض مع بقية المشاركين في الحدث، الذي استمر ثلاث ساعات، في بث حي على التلفزيون، والراديو، والإنترنت. أدت الفرقة الأغنية في 27 أكتوبر 2004 في ملعب بونتياك سيلفرادوم في ديترويت، ميشيغان جزءًا من مسيرة حملة بوش وتشيني 2004. حضر الحدث نحو 20,000 شخص.
أدت فرقة كاستنك كراونس الأغنية في 1 أبريل 2005 في حفل في كينت سنتر في هيرشي، بنسلفانيا أغنيةً ثالثة في القائمة الخاصة بهم.